# اللواء 5 صواريخ (اليمن)
اللواء 5 صواريخ هو لواء عسكري يمني يتبع مجموعة ألوية الصواريخ ويتمركز في غرب العاصمة صنعاء.

## قادة اللواء
| م | القائد                                   | بداية         | نهاية         |
| - | ---------------------------------------- | ------------- | ------------- |
| 1 | غير معروف                                | غير معروف     | 19 ديسمبر2012 |
| 2 | العميد الركن/ محمد علي حمود النميري      | 19 ديسمبر2012 | 12 يوليو 2014 |
| 3 | العقيد الركن/ منصور عبدالله حسين الطرماح | 12 يوليو 2014 |               |